# Lola Blasco
María Dolores Blasco Mena, más conocida como Lola Blasco (Alicante, 1983) es una dramaturga, actriz y directora de escena española, Premio Nacional en Literatura Dramática en 2016 por su obra: Siglo mío, bestia mía.

## Inicios
Comienza sus estudios de interpretación en la escuela Cristina Rota y posteriormente en el estudio de Jorge Eines, al tiempo que ingresa en la Real Escuela Superior de Arte Dramático en el año 2005, para cursar la carrera de Dramaturgia. En el año 2009, recibe el premio internacional Buero Vallejo por su obra Pieza paisaje en un prólogo y un acto, una tragedia contemporánea que se centra en el bombardeo a la ciudad de Hiroshima y en el pensamiento del filósofo Günter Anders.
Funda, ese mismo año, la compañía teatral Abiosis para la que Blasco dirige sus primeros espectáculos además de participar como actriz. Al mismo tiempo comienza una maestría de Humanidades en la Universidad Carlos III de Madrid, que finaliza en el 2011, con premio al mejor expediente académico y premio extraordinario por su trabajo sobre la Confesión en la dramaturgia española contemporánea. Desde entonces compagina su carrera creativa con la docencia en Departamento de Humanidades: Filosofía, Lenguaje y Literatura de dicha universidad.  Ha publicado una decena de obras teatrales, así como artículos de investigación y opinión. Su teatro se ha definido por el compromiso político y la preocupación por las grandes preguntas, así como la incorporación de nuevos lenguajes a la escena contemporánea (elementos audiovisuales y musicales, desde la música antigua o el oratorio, hasta el Spoken word).
En los últimos años, sus trabajos podrían adscribirse al género de la fábula política.

### Obra dramática
- 2008.- Foto Finis; estreno: 27 de febrero de 2009, sala García Lorca de la Real Escuela Superior de Arte Dramático de Madrid.  Dirección de Lola Blasco. Editada por Fundamentos, Madrid, 2009.
- 2009.- Oración por un caballo; estreno: 8 de junio de 2009, sala Valle Inclán de la Real Escuela Superior de Arte Dramático de Madrid. Dirección de María Folguera, Editada por Fundamentos, Madrid, 2010, y por El País (Bolivia), 2011.
- 2009.- Pieza paisaje en un prólogo y un acto; estreno: 11 de junio de 2010, Auditorio Carlos III de Madrid. Dirección Lola Blasco. Publicada en 2010 por Patronato de Cultura de Guadalajara. Colección “Premio Buero Vallejo”. Dirección de Lola Blasco.
- 2011.- Los hijos de las nubes, estreno: 29 de febrero de 2012, Sala Cuarta Pared. Dirección de Julián Fuentes Reta. Publicada por Caos Editorial, Madrid en 2013.
- 2011.- Un concierto de despedida; publicada por Acotaciones, Madrid en 2012.
- 2011.- En defensa de un teatro político-revolucionario; estreno: 8 de noviembre de 2011, Sala Cuarta Pared. Dirección de Julián Fuentes Reta.
- 2012.- Proyecto Milgram; estreno: 6 de julio de 2012, Sala Valle Inclán del Centro Dramático Nacional. Dirección de Julián Fuentes Reta. Publicada por el Centro Dramático Nacional, Colección “Autores en el centro”, en Madrid en 2012.
- 2013.-  Las tres murallas. Creación a partir de El cuarto de atrás y otros textos de Carmen Martín Gaite, estrenada en la Biblioteca Carmen Martín Gaite de la Universidad Carlos III de Madrid. Dirección de Lola Blasco, Patricia Ruth y Julián Fuentes Reta.
- 2014.- Habitaciones propias. María Zambrano (monólogo sobre la escritora) Lectura dramatizada. Estreno el 27 de enero de 2014 en La Casa Encendida, Madrid. Dirección de Laura Ortega.
- 2014.-  Bal littéraire. Lectura dramatizada. Deutsches Theater. Berlín Dirección Fabrice Melquiot.
- 2014.- Ni mar ni tierra firme. Tres monólogos sobre La Tempestad, Madrid, Cátedra (ed. Francisco Gutiérrez Carbajo). Lectura dramatizada estrenada el 29 de septiembre de 2014 en La Casa del Libro de Fuencarral, Madrid. Dirección de Lola Blasco.
- 2014.- Artículo 47, estrenada en mayo de 2014 en el Teatro del Barrio, Madrid. Dirección de Lorena Bayonas.
- 2015.- Canícula, estrenada el 6 de febrero de 2015 en la Sala Cuarta Pared.[5] Dirección de Vicente Colomar.
- 2014.- Siglo mío, bestia mía, estreno el 6 de junio en el teatro Arniches de Alicante. Lectura dramatizada.  Dirección de Lola Blasco y Rubén Cano. Publicada por el INAEM, colección “Dramaturgias Actuales” en 2015.
- 2015.- Around the globe chain play. Lectura dramatizada. Estreno el 27 de marzo de 2015 en The Lark Play Development Center, Nueva York. Dirección Ana Margineanu.
- 2015.- La confesión del Quijote, estreno el 7 de noviembre. Lectura dramatizada, en La Cervantina, Madrid. Dirección de Rubén Cano.
- 2015.- Teme a tu vecino como a ti mismo, A 7 pasos del Quijote estreno el  25 de noviembre en el Teatro Español, Madrid. Dirección de Jaroslaw Bielski.
- 2015.- Siglo mío, Bestia mía. Estreno el 1 de diciembre de 2015. Lectura dramatizada en el Instituto del Teatro Polaco. Varsovia. Traducción Anna Galas. Dirección Katarzyna Raduszewsk. Traducción publicada por Diàlog en noviembre de 2015.
- 2016.- Canción de cuna. Dentro de la obra colectiva Parking Niemeyer. Estrenada el 8 de mayo en el Centro Niemeyer. Dirección de Rubén Cano.
- 2018.- Música y mal
- 2019.- La pasión de Yerma
- 2020.- En palabras de Jo... Mujercitas
- 2021.- Marie, ópera (música de Germán Alonso). Estrenada el 9 de enero de 2021 en el Teatro de La Abadía, Madrid. Dirección de Rafael Villalobos.
- 2024.- El teatro de las locas, estrenada el 23 de febrero en la Sala de la Princesa del Teatro María Guerrero.

### Versiones y guiones
En los últimos años, Lola Blasco ha firmado versiones de Hard Candy (Centro Dramático Nacional, 2015, con dirección de Julián Fuentes Reta) y de La señorita Else (Sexto Derecha, 2015, con dirección de José Luis Saiz). También ha escrito el guion de Proyecto Milgram (a partir de su texto dramático homónimo), y de Todos somos de Marte, por encargo del director  de cine Miguel Bardem.

### Actriz
Además de sus facetas de autora y directora, Lola Blasco es también actriz. Ha interpretado diferentes roles  en teatro, dentro y fuera de su compañía.

## Becas, premios y reconocimientos
En 2016 ha sido Premio Nacional en Literatura Dramática por su pieza: Siglo mío, bestia mía. Muchos otros de sus proyectos teatrales han obtenido diversas becas y premios, además del ya citado Buero Vallejo por Pieza paisaje en un prólogo y un acto en 2009. Entre 2011 y 2014, destacan las becas concedidas por la sala Cuarta Pared dentro de su Espacio de Teatro Contemporáneo (ETC) para sus proyectos Los hijos de las nubes (una investigación en torno a las relaciones entre el teatro documental y la ficción); En defensa de un teatro político-revolucionario (investigación sobre las posibilidades expresivas de la música dentro del teatro político) y Del yo al nosotros del que surgió la primera de sus fábulas políticas: Canícula (Evangelio apócrifo de una familia, un país). Igualmente, su obra Proyecto Milgram, fue escrita gracias al programa del Centro Dramático Nacional denominado Escritos en la Escena. Lola Blasco fue la primera seleccionada con la que se ponía en marcha este importante proyecto dentro del teatro público en 2012. También fue una de las ganadoras de la beca  Dramaturgias Actuales,  beca promovida por el INAEM, y mediante la que escribió uno de sus últimos textos, Siglo mío, bestia mía, en 2014.  Este mismo 2016, ha sido premiada dentro del programa de becas de la SGAE para desarrollar otro proyecto de escritura.

## Artículos  de investigación sobre el trabajo de Lola Blasco
- Julio E. Checa Puerta, “Del Yo al Nosotros: visiones de la familia en la dramaturgia española actual”, en Anales de la Literatura española contemporánea, ALEC, ISSN 0272-1635, VOL. 40, Nº 2 (DRAMA/THEATER SPECIAL ISSUE), 2015, págs. 35-59.
- José Romera Castillo, Creadores jóvenes en el ámbito teatral (20+13=33). Actas del XXIII Seminario Internacional del Centro de Investigación de Semiótica Literaria, Teatral y Nuevas Tecnologías, Editorial Verbum, 2014.
- Eduardo Pérez-Rasilla, “Notas sobre la dramaturgia española emergente”, Don Galán. Revista audiovisual de investigación teatral, nº 2, 2013. [http://teatro.es/contenidos/donGalan/donGalanNum2/index.php]
- Eduardo Pérez-Rasilla, “La escritura más joven. Algunas notas sobre la literatura dramática emergente en España“, Acotaciones, 27, julio-diciembre de 2011, págs. 13-32.
- Carlos Alba Peinado, “Hiroshima o la tragedia de origami” en Lola Blasco, Pieza paisaje en un prólogo y un acto, Ayuntamiento de Guadalajara, (Col. “Premio Buero Vallejo” n.º 22), 2010, pp. 7-13. ISBN 978-84-87874-51-2.
- Julio E. Checa Puerta, “Dramaturgas españolas del siglo XXI: Lola Blasco (1983), del ditirambo al rap”, en Imágenes femeninas en la literatura española y las artes escénicas (siglos XX y XXI), coord. por María Francisca Vilches de Frutos, Pilar Nieva de la Paz, 2012, ISBN 9780892951345, págs. 353-367.